# Jožef Godnič (mlajši)
Jožef Godnič, slovenski rimskokatoliški duhovnik, * 20. april 1884, Komen, † 19. februar 1949, Dornberk.

## Življenje in delo
Bil je sin cerkvenega oskrbnika in nečak župnika Jožefa Godniča starejšega. Večino svoje mladosti je preživel pri stricu, ko je bi ta v letih 1894−1917 kurat v Grgarju. Bogoslovje je študiral v Gorici in bil tu 14. julija 1907 posvečen v mašnika. Kot kaplan je služboval v Volčah pri Tolminu, bil vikar na
Ravnici pri Gorici, med 1. svetovno vojno pa vojaški kurat. Leta 1921 je postal dekan v Dornberku in tu ostal do smrti. Delavnosti, natančnosti in velike gorečnosti se je navzel že pri stricu. V Ravnici je ustanovil Marijino družbo, v Dornberku pa je vsako leto pripravil duhovne vaje. Mnogo skrbi, truda in sredstev je posvetil dornberški župnijski cerkvi, katero je v celoti prenovil, ji priskrbel novo oltarno sliko sv. Danijela, krstilnik in orgle. Najpomembnejše delo je storil, ko je poleg zakristije zgradil cerkveno dvorano, kjer je lahko v slovenščini učil verouk, ki je bil s strani fašističnih oblasti v šoli prepovedan.